# 小谷城
小谷城（おだにじょう）是位於滋賀縣長濱市湖北町伊部（舊近江國淺井郡）的日本戰國時代的山城。小谷城是日本五大山城之一。為戰國時代大名淺井家的居城。在元龜・天正之亂中被織田信長攻下。之後被廢城。是日本100名城之一。